# ابرانسان

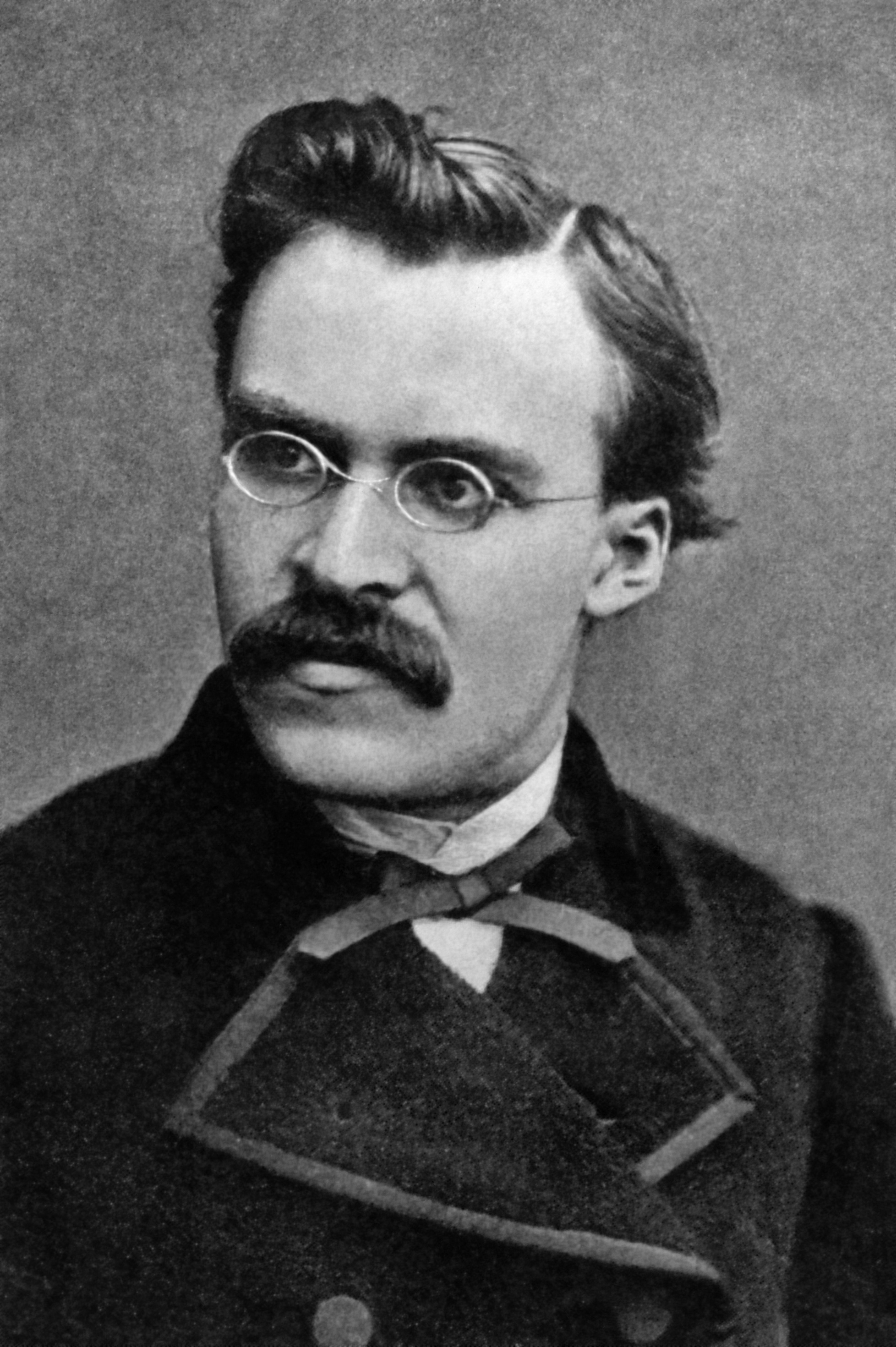
فردریش نیچه در ۱۸۶۹

اَبَراِنسان یا فوق بشر یا اَبَرمَرد (به آلمانی: Übermensch) مفهومی در فلسفه فردریش نیچه است که از سوی وی به عنوان هدفی برای انسان، در کتاب چنین گفت زرتشت بیان شده‌ است.

## پیرامون واژه
واژه آلمانی Übermensch از Über به معنای اَبَر و بالاتر، و Mensch به معنای انسان ساخته شده‌است.
در گذشته واژه اَبَر مَرد در ترجمه‌های فارسی کتاب استفاده می‌شد که نخستین بار توسط محمدباقر هوشیار نوشته شده‌است. داریوش آشوری واژه اَبَر انسان را گزیده است؛ زیرا بر این باور است که ابرمرد موجب بدفهمی از متن می‌شود و همچنین واژه ابرانسان برای انتقال سه مفهوم به کار رفته در فلسفه نیچه، یعنی «انسان» (Mensch)، ابرانسان (Übermensch) و واپسین انسان (der letzte Mensch) مناسب‌تر است.

## مفهوم ابرانسان
مفهوم مورد نظر نیچه از نام‌گذاری «ابرانسان»، «انسان کامل» است. نیچه در فلسفه خود سه مفهوم Mensch (انسان)، Übermensch (ابرانسان) و der letzte Mensch (واپسین انسان) را معرفی می‌کند. مراد نیچه از Übermensch «انسان کامل» است؛ یعنی انسانی که به راستی از ترس و خرافه پیشین بشر رها شده‌است و آزادی راستین را دریافته‌است. این انسان از نظر معنوی کامل است و هستی را همانگونه که هست پذیرفته‌است و جهان‌های خیالی را کنار گذاشته‌است. اکنون این انسان کامل در غیبت خدا «معنای هستی» را بر گردن می‌گیرد و اراده خود را با اراده جهان هستی یکی می‌کند. ابر انسانِ نیچه دو اصل بنیادی جهان‌بینی نیچه، یعنی «خواستِ قدرت» و «بازگشت جاودانهِ همان» را می‌پذیرد. ابرانسان نیچه انسانی قدرتمند و هوشیار است که خود، بت خود را همچنان‌که مولوی و حافظ در اشعار خود بیان می‌دارند، می‌شکند و از نو حقایق را می‌سازد.

## زرتشت و ابرانسان
نیچه آموزه ابرانسان را که کلیدی‌ترین آموزه زرتشت است؛ بلافاصله پس از اعلام مرگ خدا می‌آورد. او خود این‌گونه ابرانسان را معرفی می‌کند:
من به شما ابر انسان را می‌آموزانم… بوزینه در برابر انسان چیست؟ چیزی خنده‌آور یا چیزی مایه شرم دردناک. انسان در برابر ابرانسان همینگونه خواهد بود: چیزی خنده‌آور یا چیزی مایه شرم دردناک… ابر انسان معنای زمین است…
زرتشت بشارت آوردن هدیه‌ای برای آدمیان را پیش از اعلام مرگ خدا داده بود و اینک وقت آن رسیده‌است که هدیه خویش را ارزانی دارد، نیچه می‌گوید:
می‌خواهم ارزانی دارم و بخش کنم تا دیگر بار فرزانگان میان مردم از نابخردی خویش شادمان شوند و تهیدستان دیگر بار از توانگری خویش.
اما ابرانسان در همین آغاز در تقابل با «انسان» و «واپسین انسان» قرار می‌گیرد. ابرانسان نیچه با اصالتی معصومانه به آفرینش ارزش‌های نو می‌پردازد. نیچه با طرح مفهوم ابرانسان خویش می‌کوشد تا وضعیتی را پیش روی ما نهد که هر نوع خودپسندی و دنیا گرایی تنگ نظرانه را رها کرده و انسانیت را در گذرگاه شریف‌ترین سوداهای بشر قرار دهیم. این نکته در سراسر نوشته‌های وی و به‌ویژه در کتاب ‹‹چنین گفت زرتشت» بارها تأکید شده‌است.

## نوشتارهای نیچه دربارهٔ ابرانسان
انسان بندی ست میان حیوان و ابرانسان؛ فرا رفتنی پرخطر، در راه بودنی پر خطر، واپس نگریستنی پرخطر، لرزیدن و درنگیدنی پرخطر. آنچه در انسان بزرگ است این است که او پل است نه غایت؛ آنچه در انسان خوش است این است که او فراشدی است و فرو شدی.